# Ялкныш
Ялкныш (укр. Ялкниш) — озеро в дельте Дуная, расположенное на востоке Килийского района (Одесская область) между сёлами Лески и Приморское.

## География
Находится между гирлами Лаптыш и Ушакова на территории Стенсовских (Стенсовско-Жебриянских) плавней (восточнее канала Дунай—Сасик), которыми и отделено от Чёрного моря. Берега пологие и представлены обильной прибрежно-водной растительностью.

## Хозяйственное значения
Входит в состав Дунайского биосферного заповедника (природный комплекс Стенсовско-Жебриянские плавни — зона регулируемого заповедного режима), созданного в 1998 году с общей площадью 50252,9 га.
Является местом гнездования водных и околоводных птиц. Из-за антропогенного влияния (строительство комплекса дамб и канала Дунай—Сасик) природный комплекс и водоёмы сильно деградированные.